# ریاض‌الدین (بازیکن هاکی روی چمن)
ریاض‌الدین (انگلیسی: Riaz ud-Din; ۲۴ فوریهٔ ۱۹۴۲ – ۱۵ ژانویهٔ ۲۰۰۱) بازیکن هاکی روی چمن اهل پاکستان بود.
از افتخارات وی میتوان به کسب مدال طلا در بازی‌های المپیک تابستانی ۱۹۶۸ اشاره کرد.